# Plínio Reis de Cantanhede Almeida
Plínio Reis de Cantanhede Almeida (Rio de Janeiro, 27 de julho de 1910 – Rio de Janeiro, 4 de fevereiro de 1986) foi um engenheiro e político brasileiro.
Filho de Luís de Cantanhede Almeida e de Arminda Reis de Cantanhede Almeida.
Ao longo dos anos 1930 integrou diversos cargos de importância no Estado brasileiro, tendo sido presidente do Instituto de Aposentadoria e Pensões dos Industriários e integrou a comissão de implantação da Companhia Siderúrgica Nacional.
Era um dos diretores do Jornal de Debates, que foi um dos principais veículos na defesa da campanha "O petróleo é nosso"No início dos anos 1950 foi indicado para a presidência do Conselho Nacional do Petróleo e integrou as comissões de construção das refinarias de Mataripe, na Bahia, e a de Cubatão, no estado de São Paulo
Após a vitória e consolidação do Golpe Militar em abril de 1964 contra o Presidente João Goulart foi nomeado pelo presidente Humberto de Alencar Castelo Branco prefeito do Distrito Federal em 13 de maio, substituindo o tenente-coronel Ivan de Sousa Mendes. Deixou o cargo em 15 de março de 1967, data em que Castelo Branco transmitiu a presidência da República ao marechal Artur da Costa e Silva.
Exerceu o último cargo público como Presidente da Companhia Siderúrgica Nacional no período entre 1975-1979, tendo sido apontado pelo Presidente Ernesto Geisel.